# Герб Усть-Кута
Герб Усть-Кута́ — символ города Усть-Кута Иркутской области, в последней редакции принят 10 февраля 2009 года.

## Описание
Герб Усть-Кута представляет собой изображение щита зелёного цвета со следующими элементами:
- на поле герба две изогнутые серебряные перевязи — символизируют слияние рек Куты и Лены, где расположен город;
- вверху — идущий и обернувшийся золотой соболь — символ природного богатства;
- внизу — золотой якорь (наподобие морского) — показывает Усть-Кут как важный транспортный узел; символ уверенности, надёжности, постоянства;
- слева — золотая бревенчатая башня с остроконечной кровлей и аркой — символизирует Усть-Кутский острог, ставший основой для города.

Геральдические цвета герба означают:
- зелёный — символ природы, здоровья, жизненного роста, бескрайних лесов (тайги);
- серебряный — символ чистоты, совершенства, мира и взаимопонимания;
- золотой — символ богатства, стабильности. уважения, интеллекта.

## Использование
Герб Усть-Кута, согласно закону Иркутской области «О гербе и флаге Иркутской области», может использоваться в двух равнозначных версиях:
- без вольной части;
- с вольной частью — четырёхугольником, примыкающем изнутри к верхнему левому краю герба Усть-Кута с воспроизведёнными в нём фигурами герба Иркутской области.

Кроме того, герб может воспроизводится со статусной короной установленного образца.

## Знак1971 года

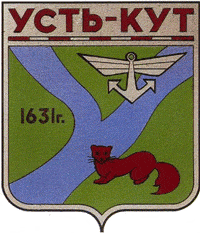
Герб Усть-Кута в 1971—2009 годах. Автор — Г. Х. Кан

До принятия в 2009 году нового герба города, использовался старый символ, созданный в 1971 году Г. Х. Каном.
Герб представлял собой изумрудный щит со следующими элементами:
- лазуревая перевязь слева, соединяемая в середине с правой полуперевязью того же цвета — символизирует слияние рек Куты и Лены, образуя при этом очертания буквы «У»;
- слева вверху — серебряный якорь со стилизованными серебряными крыльями;
- справа посередине — надпись «1631 г.» (год основания Усть-Кутского острога);
- слева внизу — сидящая куница натурального цвета.